# Subles
Subles település Franciaországban, Calvados megyében. Lakosainak száma 675 fő (2022. január 1.). Subles Agy, Arganchy, Guéron, Noron-la-Poterie, Ranchy, Saint-Loup-Hors és Saint-Paul-du-Vernay községekkel határos.

## Népesség
A település népessége az elmúlt években az alábbi módon változott:
| Lakosok száma | 220  | 349  | 574  | 551  | 668  | 671  | 672  | 666  | 667  | 675  |
|               | 1968 | 1982 | 1990 | 2006 | 2013 | 2015 | 2017 | 2019 | 2020 | 2022 |